# Hot (musikalbum)
Hot är debutalbumet av den rumänska sångaren Inna. Det gavs ut den 4 augusti 2009 och innehåller 11 låtar.

## Låtlista
| Nr  | Titel                   | Längd |
| --- | ----------------------- | ----- |
| 1.  | Hot                     | 3:37  |
| 2.  | Love                    | 3:38  |
| 3.  | Amazing                 | 3:27  |
| 4.  | Days Nights             | 3:26  |
| 5.  | Fever                   | 3:24  |
| 6.  | Left Right              | 4:29  |
| 7.  | Don't Let the Music Die | 3:38  |
| 8.  | On & On                 | 4:37  |
| 9.  | Ladies                  | 5:06  |
| 10. | Deja Vu                 | 4:21  |
| 11. | On & On (Chilout Mix)   | 4:00  |

## Listplaceringar
| Lista               | Topplacering |
| ------------------- | ------------ |
| Belgien (Flandern)  | 37           |
| Belgien (Vallonien) | 14           |
| Frankrike           | 9            |
| Mexiko              | 54           |
| Nederländerna       | 68           |
| Portugal            | 27           |
| Schweiz             | 57           |
| Spanien             | 77           |